# 유강현
유강현(柳康鉉, 1996년 4월 27일 ~ )는 대한민국의 축구 선수로 포지션은 센터포워드, 세컨드 스트라이커이며 현재 K리그1 대전 하나 시티즌 소속이다.

## 수상

### 개인
- K리그2 베스트 11: 2022